# IC 1124

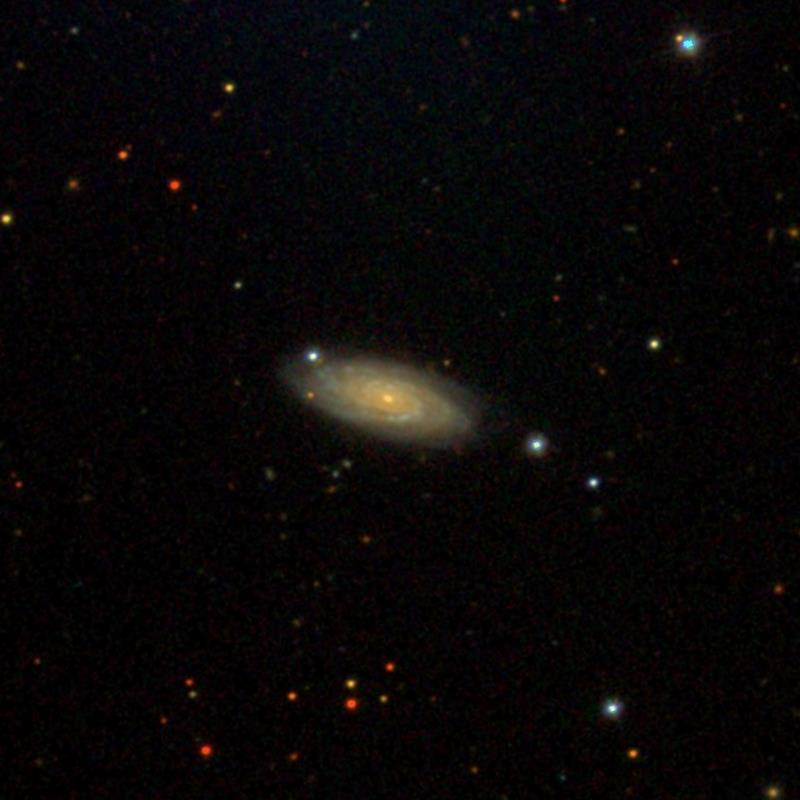
IC 1124

IC 1124 — галактика типу Sbc (компактна витягнута спіральна галактика) у сузір'ї Змія.
Цей об'єкт міститься в оригінальній редакції індексного каталогу.